# Salomé Richard
Salomé Richard (Brussel, 22 januari 1987) is een Belgisch actrice, regisseuse en scenarioschrijfster.

## Biografie
Richard studeerde in juni 2013 af aan het Koninklijk Conservatorium Bergen in de dramatische kunsten. In 2014 stond ze in het theater met een rol in WILD Msc. van Anne Thuot. In 2016 had ze een rol als Ana in de langspeelfilm Baden Baden van Rachel Lang, in 2017 speelde ze Lucie in de film La Part sauvage van Guérin Van de Vorst, in 2019 was ze Salomé in Rêves de jeunesse van Alain Raoust. In 2022 had ze een hoofdrol in de televisieserie Pandore van Savina Dellicour en Vania Leturcq.
Bij de uitreiking van de Magritte du cinéma 2017 behaalde ze de Magritte voor beste jong vrouwelijk talent voor haar rol in Baden Baden. Bij de Magritte du cinéma 2019 was ze voor haar rol in La Part sauvage genomineerd voor de Magritte voor beste actrice in een bijrol maar ging Lucie Debay met de prijs naar huis.